# Max Schneider (Politiker, 1921)
Max Schneider (* 4. Dezember 1921 in Wien; † 12. Juni 2010, ebenda) war ein österreichischer Politiker (Mitglied des Zentralkomitees und Wiener Landessekretär der KPÖ). Nach seinem Bruch mit der  Parteilinie anlässlich des Prager Frühlings 1968 engagierte er sich als Zeitzeuge über die Zeit des Nationalsozialismus und den Zweiten Weltkrieg.

## Leben
Max Schneider wurde als erstes Kind der nicht religiösen jüdischen Familie Abraham und Josefine Schneider in Wien geboren, wo er auch aufwuchs. Seine Schwester Gertrude kam 1923 zur Welt, und sein Bruder Robert 1936. Schneider war in seiner Kindheit und frühen Jugend Mitglied der Roten Falken und trat nach deren Verbot 1934 dem damals illegalen kommunistischen Jugendverband bei. Nach seiner Schulzeit machte er eine Lehre und kam über seine spätere Frau Ruth zur sozialistisch-zionistischen Jugendorganisation Hashomer Hatzair, die nach dem im März 1938 erfolgten Anschluss Österreichs den beiden im Frühsommer 1939 die Emigration nach England ermöglichte. Dort wurde Schneider als Landarbeiter tätig.
Nach Ausbruch des Zweiten Weltkriegs wurde er zunächst in Kanada interniert und kehrte 1942 nach England zurück, wo er in der Rüstungsindustrie arbeitete. Er heiratete und meldete sich 1943 als Freiwilliger zur British Army. Nach der Grundausbildung kämpfte er unter dem Decknamen Peter Shelley in einer schottischen Infanterieeinheit in Frankreich, Belgien und Holland für die Befreiung seiner Heimat vom Nationalsozialismus, bevor er im April 1945 in Norddeutschland schwer verwundet wurde. Schneider wurde für seine Tapferkeit ausgezeichnet.
Von seiner gesamten Familie überlebte außer ihm nur seine Schwester die Zeit des Nationalsozialismus; sie gelangte 1939 mit einem Kindertransport nach England. Seine Eltern und sein jüngerer Bruder Robert wurden am 6. Februar 1942 deportiert und Anfang 1943 in einem Vernichtungslager bei Riga ermordet.

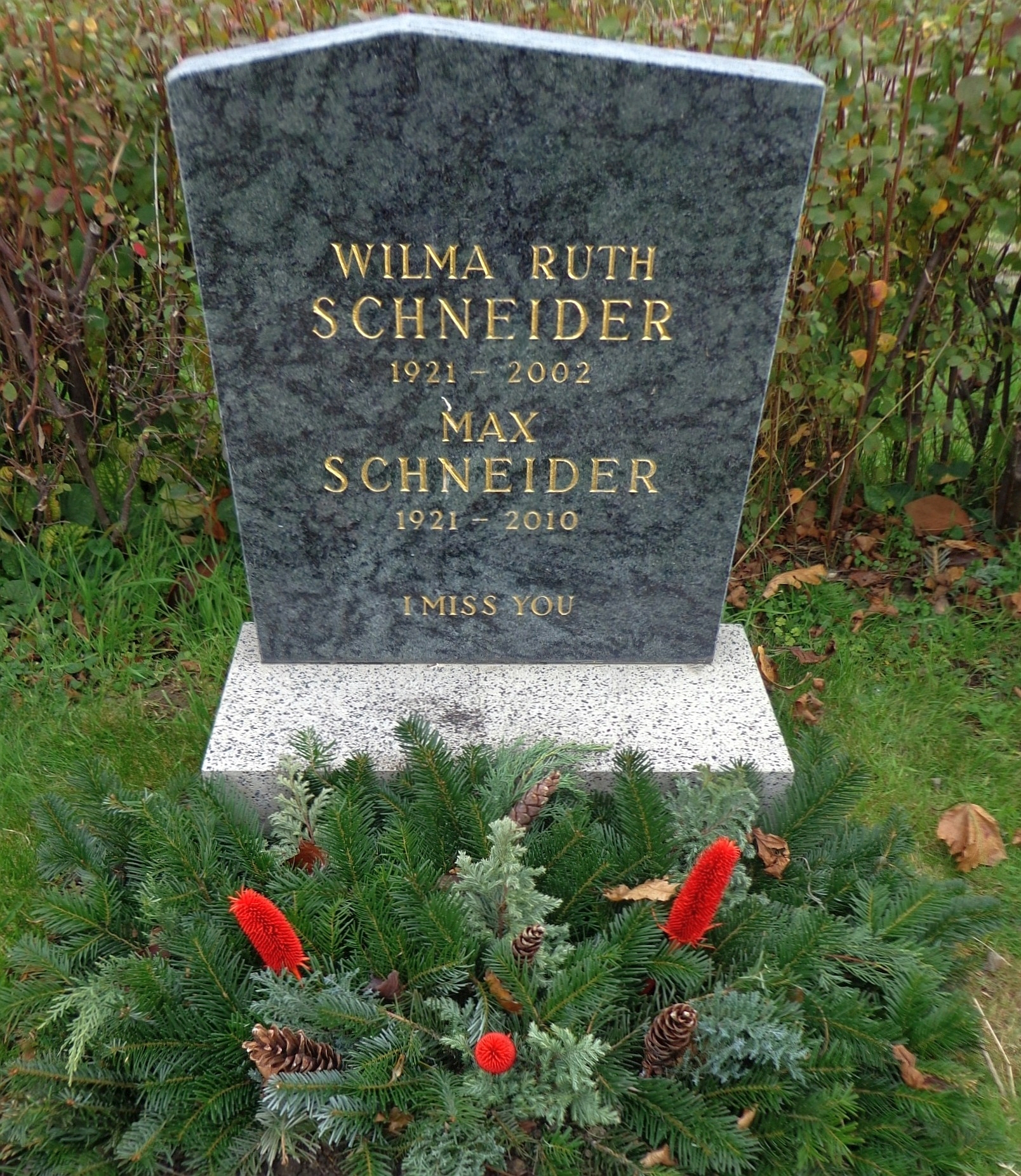
Feuerhalle Simmering – Grab von Max Schneider

1947 kehrte Schneider zusammen mit seiner Frau nach Österreich zurück. 1947–1948 absolvierte er die Nachkriegsmatura bei der Gemeinde Wien. Ab 1947 wurde er bei der Kommunistischen Partei Österreichs (KPÖ) aktiv, für die er ab Mitte der 1950er-Jahre als Bezirkssekretär für die Steiermark in Graz arbeitete. In den 1960er-Jahren war er schließlich in Wien als Landessekretär der KPÖ tätig. Im Jahr 1968 wurde er für seine Haltung zum Prager Frühling, den er befürwortete, abgewählt und trat als eines von 27 Mitgliedern des Zentralkomitees aus der KPÖ aus.
Anschließend arbeitete Schneider in der Privatwirtschaft und wurde nebenher sowie insbesondere ab seiner Pensionierung als Zeitzeuge an Schulen aktiv, um jungen Menschen in ganz Österreich zu vermitteln, dass faschistische Tendenzen in ihrem Anfang und in ihrem Kern bekämpft werden müssen.
2008 wurde Schneider, „[der mit seiner] Zivilcourage wichtige Beiträge zum Gemeinwesen geleistet [hat]“, vom Bundesland Wien das Goldene Verdienstzeichen verliehen.
Er wurde am Friedhof der Feuerhalle Simmering (Abt. E19, Nr. 27) bestattet.

## Auszeichnungen und Ehrungen
- Tapferkeitsmedaille der British Army
- Goldenes Verdienstzeichen des Landes Wien